# Emma Dunn
Emma Dunn (Cheshire, 26 febbraio 1874 – Los Angeles, 14 dicembre 1966) è stata un'attrice statunitense.

## Filmografia parziale
- Mammina (Mother), regia di Maurice Tourneur (1914)
- Old Lady 31, regia di John Ince (1920)
- Pied Piper Malone, regia di Alfred E. Green (1924)
- L'ultimo viaggio (Side Street), regia di Malcolm St. Clair (1929)
- The Texan, regia di John Cromwell (1930)
- Manslaughter, regia di George Abbott (1930)
- The Prodigal, regia di Harry A. Pollard  (1931)
- The Bad Sister, regia di Hobart Henley (1931)
- Bad Company, regia di Tay Garnett (1931)
- The Guilty Generation, regia di Rowland V. Lee (1931)
- L'uomo che ho ucciso (Broken Lullaby), regia di Ernst Lubitsch (1932)
- Ritorno (Letty Lynton), regia di Clarence Brown (1932)
- Hell's House, regia di Howard Higgin (1932)
- I guai della celebrità (It's Tough to Be Famous), regia di Alfred E. Green (1932)
- La cronaca degli scandali (Blessed Event), regia di Roy Del Ruth (1932)
- L'ultimo Adamo (It's Great to Be Alive), regia di Alfred L. Werker (1933)
- The Keeper of the Bees, regia di Christy Cabanne (1935)
- George White's 1935 Scandals, regia di George White, Harry Lachman, James Tinling (1935)
- The Glass Key, regia di Frank Tuttle (1935)
- Rivalità senza rivali (Ladies Crave Excitement), regia di Nick Grinde (1935)
- Amanti di domani (When You're in Love), regia di Robert Riskin e Harry Lachman (non accreditato) (1937)
- I candelabri dello Zar (The Emperor's Candlesticks), regia di George Fitzmaurice (1937)
- Hideaway, regia di Richard Rosson (1937)
- Invito alla danza (Varsity Show), regia di William Keighley (1937)
- Madame X, regia di Sam Wood e, non accreditato, Gustav Machatý (1937)
- La dama e il cowboy (The Cowboy and the Lady), regia di H.C. Potter (1938)
- Thanks for the Memory, regia di George Archainbaud (1938)
- I tre cadetti (The Duke of West Point), regia di Alfred E. Green (1938)
- Il figlio di Frankenstein (Son of Frankenstein), regia di Rowland V. Lee (1939)
- Morire all'alba (Each Dawn I Die), regia di William Keighley (1939)
- High School, regia di George Nichols Jr. (1940)
- Lo strano caso del dr. Kildare (Dr. Kildare's Strange Case), regia di Harold S. Bucquet (1940)
- Il grande dittatore (The Great Dictator), regia di Charlie Chaplin (1940)
- Il signore e la signora Smith (Mr. and Mrs. Smith), regia di Alfred Hitchcock (1941)
- The Penalty, regia di Harold S. Bucquet (1941)
- Tenebre (Ladies in Retirement), regia di Charles Vidor (1941)
- I ragazzi di Broadway (Babes on Broadway), regia di Busby Berkeley (1941)
- Un evaso ha bussato alla porta (The Talk of the Town), regia di George Stevens (1942)
- Fuoco a oriente (The North Star), regia di Lewis Milestone (1943)
- Il ponte di San Luis Rey (The Bridge of San Luis Rey), regia di Rowland V. Lee (1944)
- Avvenne domani (It Happened Tomorrow), regia di René Clair (1944)
- Vita col padre (Life with Father), regia di Michael Curtiz (1947)
- Il lutto si addice ad Elettra (Mourning Becomes Electra), regia di Dudley Nichols (1947)
- La castellana bianca (The Woman in White), regia di Peter Godfrey (1948)

## Doppiatrici italiane
- Maria Saccenti ne La dama e il cowboy, Avvenne domani
- Giovanna Scotto in Un evaso ha bussato alla porta
- Wanda Capodaglio in Morire all'alba
- Wanda Tettoni ne Il grande dittatore (1º ridoppiaggio 1972)
- Clelia Bernacchi ne Il signore e la signora Smith (ridoppiaggio 1986)